# Thismia megalongensis
Espèce
Thismia megalongensis est une espèce de plantes herbacées de la famille des Burmanniaceae ou des Thismiaceae.